# Борисовдрев
ОАО «Борисовдрев» (бел. ААТ «Барысаўдрэў») — белорусская деревообрабатывающая компания, расположенная в городе Борисове Минской области, одна из крупнейших в Республике Беларусь.

## История
В 1901 году в Борисове была основана спичечная фабрика «Березина», в 1912 году — деревообрабатывающее предприятие, на базе которых в БССР был создан Борисовский фанерно-спичечный комбинат. В 1928 году началось строительство новой механизированной спичечной фабрики и электростанции. После окончания строительства спичечная фабрика была переведена в новые корпуса, а в старых корпусах разместилось производством фанеры и изделий из неё. в 1931 году фабрика была переименована в «Пролетарскую победу». В годы Великой Отечественной войны фабрике был нанесён тяжёлый урон, оценивавшийся в 26 млн рублей. В 1948 году началось строительство нового фанерного завода, которое завершилось к 1950 году, к 1952 году завершилось переоснащение спичечной фабрики новыми спичечными автоматами. В 1960 году комбинат освоил производство мебели, в 1968 году — ДСП, в 1972 году установлено новое спичечное оборудование. В 1971 году комбинат преобразован в Борисовское производственное деревообрабатывающее объединение «Борисовдрев». В 1991 году завод перешёл в подчинение концерна «Беллеспром», в 1993 году — в подчинение Белорусского государственного концерна по производству и реализации товаров народного потребления, в 1995 году — концерна «Беллесбумпром». В 1999 году предприятие преобразовано в открытое акционерное общество. В 2003 году к предприятию был присоединён Борисовский леспромхоз, в 2009 году — Синявская мебельная фабрика в Клецком районе, в 2013 году — лесопильный участок в Березинском районе.

## Современное состояние
В 2008—2014 годах предприятие провело модернизацию производства, вызванную высоким (более 90%) износом оборудования. Общая сумма средств, вложенных в перевооружение, оценивалась в 112 млн евро. Однако предприятие начало испытывать трудности с обслуживанием кредитов и взятием новых кредитов для пополнения оборотных средств и в результате стало убыточным. С целью финансового оздоровления в 2016 году предприятие передано в состав холдинга, организованного государственным Банком развития Республики Беларусь. С целью поиска стратегического инвестора в 2018 году государственный пакет акций предприятия (98,9%) был выставлен на продажу. По итогам 2018 года выручка предприятия составила 39,9 млн рублей (около 19 млн долларов). По этому показателю компания находилась на 7-м месте из девяти предприятий холдинга. Чистый убыток предприятия в 2018 году составил 17 млн рублей (около 8,5 млн долларов).
Предприятие производит МДФ, спички, фанеру. В 2017 году доля предприятия на белорусском рынке МДФ оценивалась в 45%, фанеры — в 15%. До 80% продукции экспортировалось. В течение длительного времени в Республике Беларусь существовало три спичечных фабрики — в Борисове, Гомеле и Пинске. В 2017 году доля «Борисовдрева» на белорусском рынке спичек оценивалась в 40%. В 2020 году ЗАО «Пинскдрев» прекратило их производство из-за падения спроса, и планировалось заместить долю «Пинскдрева» за счёт увеличения производства спичек на «Борисовдреве».
Среднесписочная численность работающих в 2019 г. - 671 человек.